# Hřibník kaštanový
Hřibník kaštanový (Gyroporus castanaeus Quél. 1886), někdy též označován jako hřib kaštanový, je jedlá, ale nepříliš hojná houba.

## Synonyma
- Boletus castaneus[1]
- Boletus fulvidus Fr.
- Leucobolites castaneus (Bull.) Beck
- Leucobolites fulvidus (Fr.) Beck

## Vzhled
Klobouk je široký 50–100 mm, v mládí jemně plstnatý, žlutohnědý, červenohnědý nebo kaštanově hnědý. Na okraji bývá zvláště při okraji chloupkatý až skoro sametový a jemně plstnatý, zřídka lysý.
Rourky jsou 3–8 mm dlouhé, zpočátku bílé, později zažloutlé.
Třeň je kyjovitý nebo válcovitý, křehký, na řezu je pouze v mládí plný, postupně je komůrkatý až zcela dutý. Je vysoký 30–80 mm a tlustý 8–25 mm. Barva třeně je o trochu světlejší než klobouk, tedy bledě nahnědlý, rezavý, někdy světle kaštanový.
Dužnina je bílá, na řezu barevně neměnná.
Výtrusy jsou eliptické, hladké, velké 8–11 x 5–6 µm. Výtrusný prach je světle hnědý až žlutohnědý. Chuť je mírná a vůně nenápadná.

## Výskyt
Hřib kaštanový se vyskytuje roztroušeně, nejčastěji v pahorkatinách a nížinách. V některých krajích České republiky roste hojně a v některých chybí. Vyhledává nevápnité půdy, které jsou zpravidla písčité nebo kyselé. Roste v listnatých a smíšených lesích, nejčastěji pod duby a vzácněji pak pod jehličnany. Někdy se vyskytuje i ve stromořadích, na polích, pastvinách nebo v lesních příkopech. Mezi nejznámější lokality výskytu patří Polabská nížina. Fruktifikuje od června do října.

## Využití
Hřib kaštanový je jedlý, ale jeho chuť není nijak výrazná. Hodí se spíše do směsí s ostatními hřiby.

## Nejčastější záměny
Díky svému typickému vzhledu, podle kaštanové barvy klobouku a dutého třeně je prakticky nemožné tento hřib zaměnit s jakoukoliv jinou houbou.

## Formy a variety

### Hřib kaštanový trpasličí
(Gyroporus castaneus var. pygmaneus Wichanský) má klobouk 20–40 mm široký a třeň je 30–40 mm vysoký a 5–7 mm široký. Tato varieta se vyskytuje vzácně, nejvíce v teplých listnatých lesích pod duby.

## Galerie

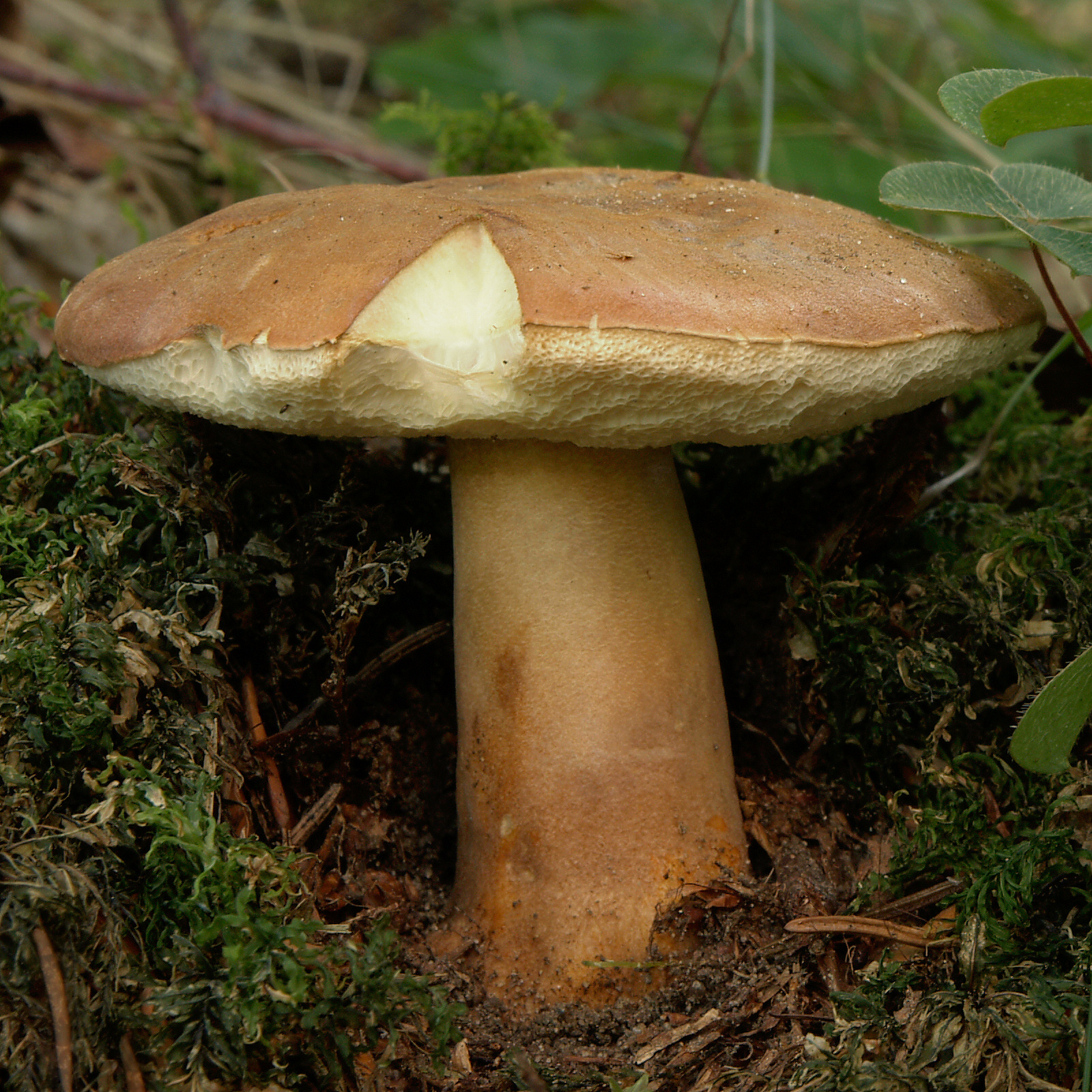
Dospělá plodnice
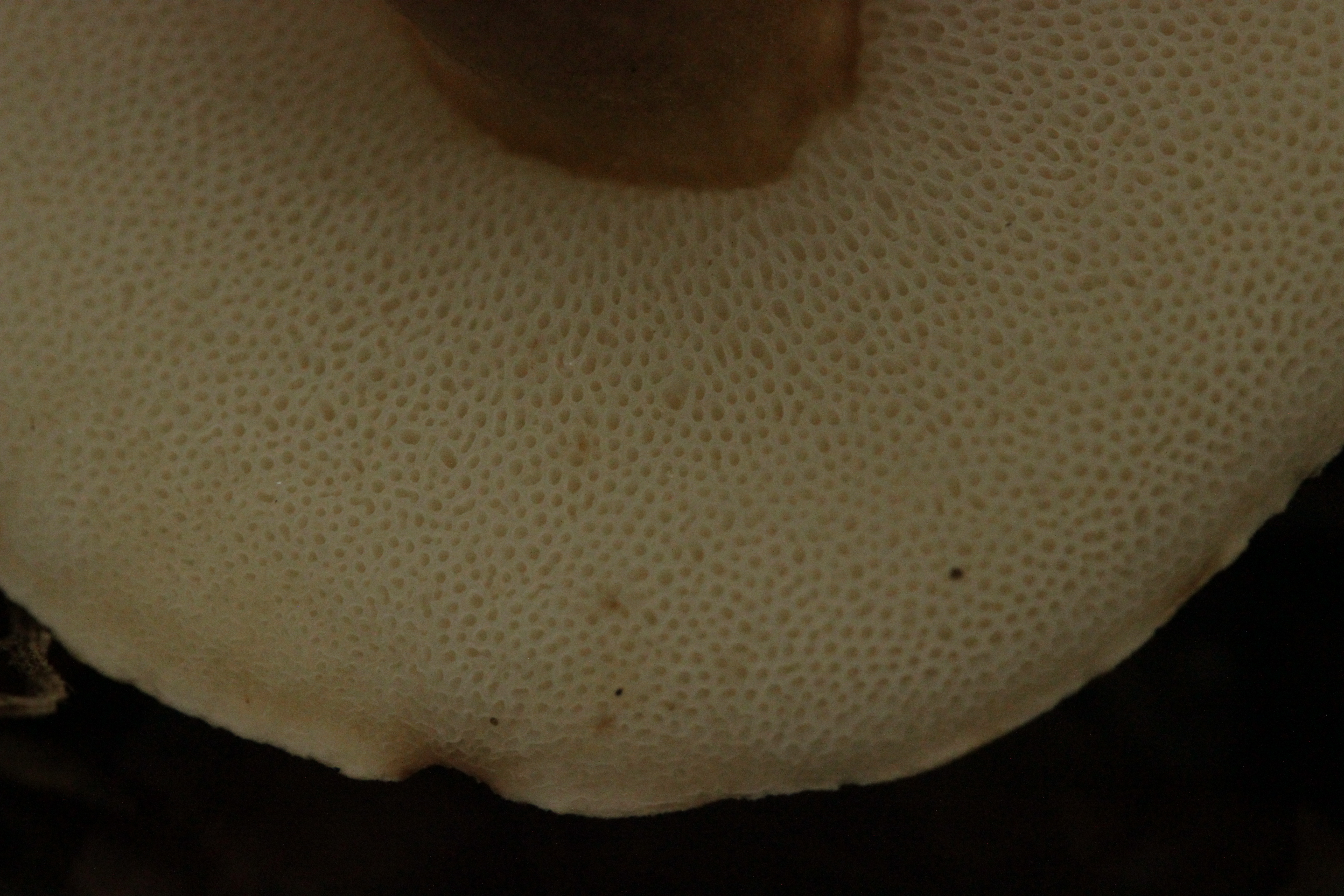
Detail pórů
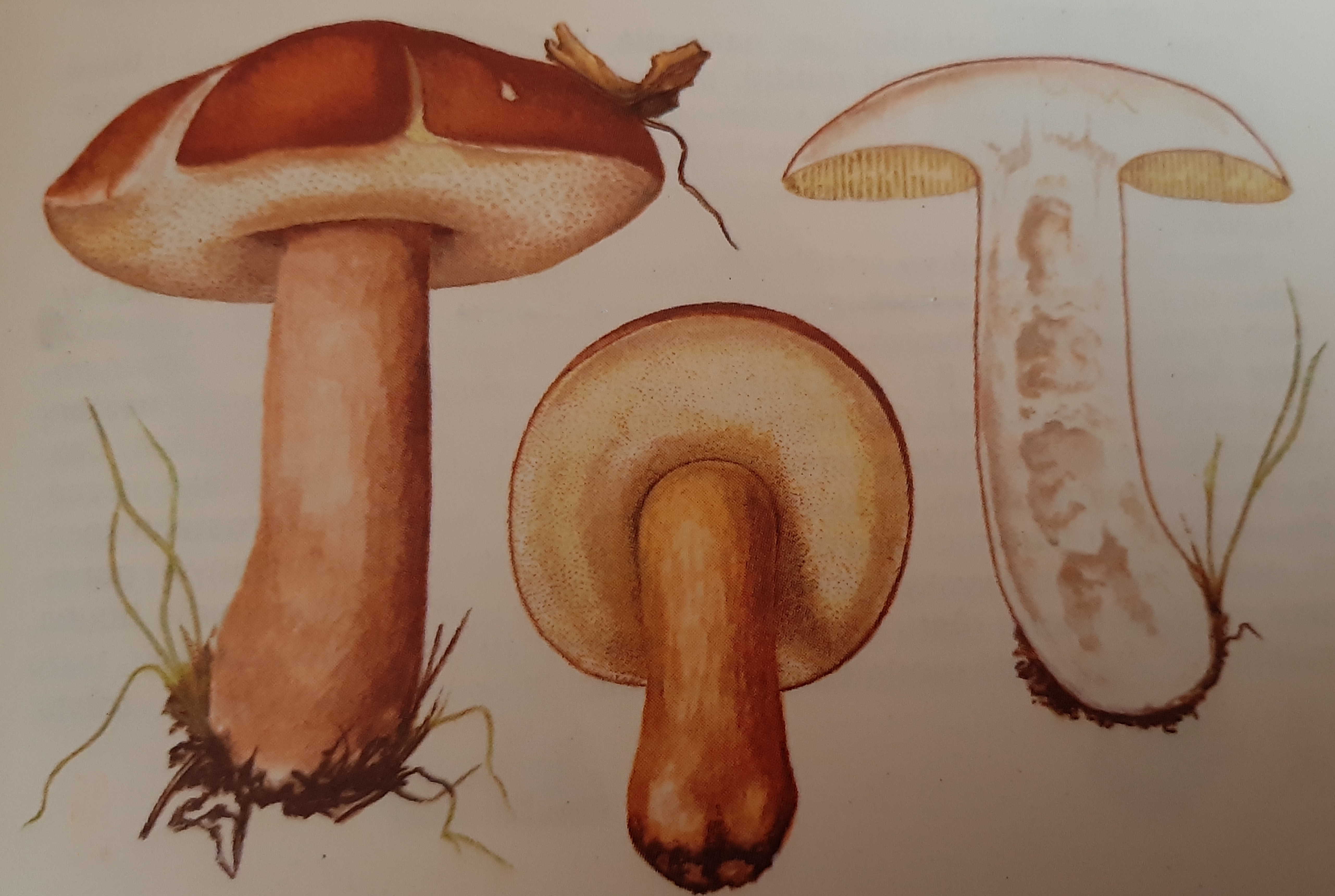
Hřib kaštanový - řez plodnicí
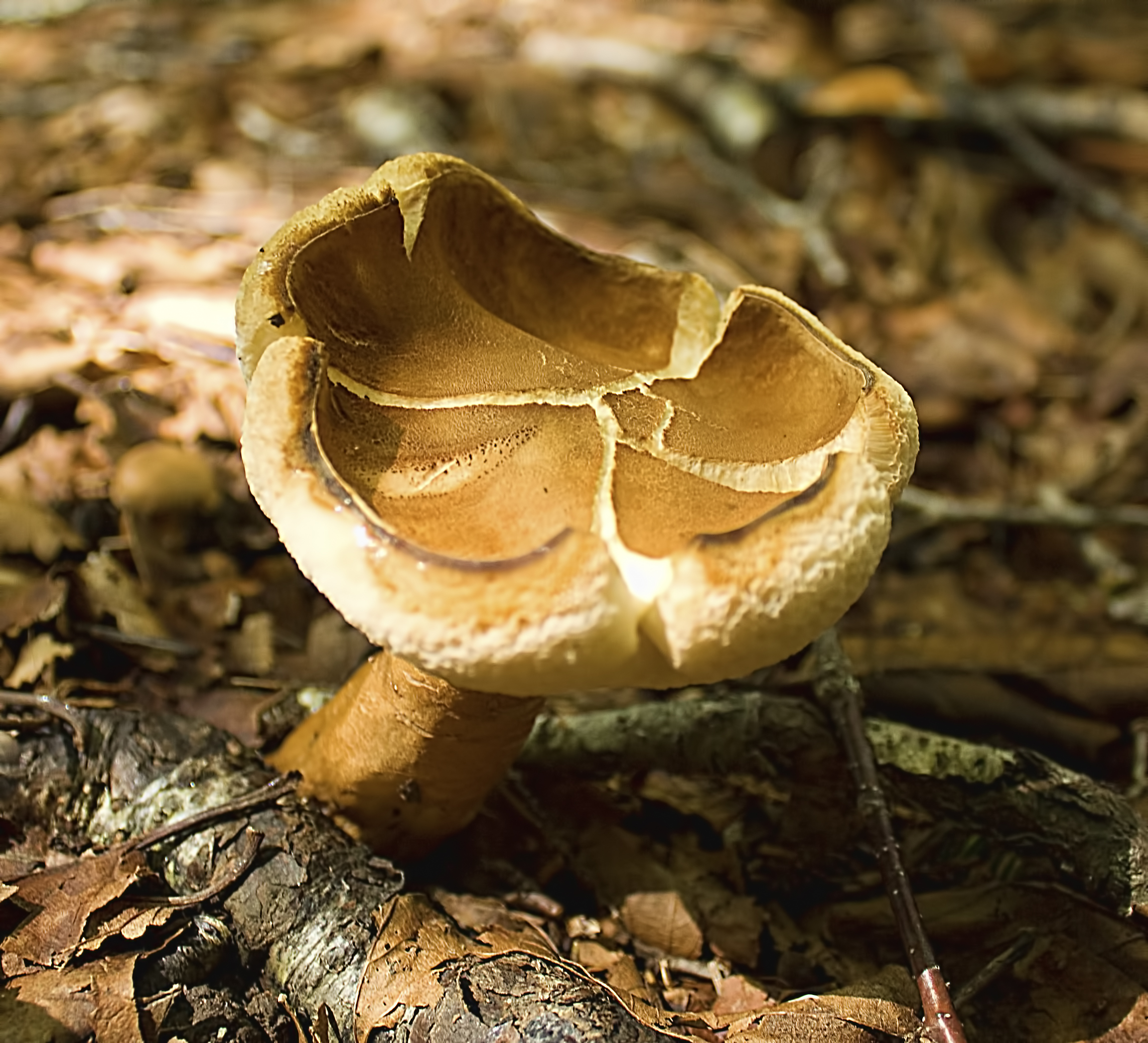
Plodnice poškozená suchem